# Cherry Hill
O Município de Cherry Hill é um município no Condado de Camden, Nova Jersey, nos Estados Unidos.  No censo americano de 2000 o município apresentou uma população total de 69.965 habitantes, fazendo dele o 13º maior município de Nova Jersey e o 6º maior na região de Delaware Valley fora dos limites de Philadelphia, Pennsylvania. Cherry Hill é uma cidade limítrofe da Filadélfia.